# Carlo Balić
Carlo Balić, al secolo Lovre Balić (Cattuni, 6 dicembre 1899 – Roma, 15 aprile 1977), è stato un religioso, teologo e francescano croato, appartenente all'Ordine dei frati minori e fondatore della Pontificia accademia mariana internazionale.

## Biografia
Carlo Balić (Karlo Balić), nato a Cattuni, presso Spalato, fu teologo, specialista del beato Giovanni Duns Scoto, consultore della Congregazione del sant'Uffizio, rettore del Pontificio ateneo Antonianum, presidente della Commissione scotista internazionale e fondatore della Pontificia accademia mariana internazionale (PAMI).
Dal 1947 diresse i congressi assunzionistici (Roma 1947, Lisbona 1947, Madrid 1947; Montréal 1948; Buenos Aires 1948; Puy-en-Velay 1949; USA 1950) e fece poi parte della commissione pontificia incaricata alla stesura della Munificentissimus Deus per la proclamazione del dogma dell'Assunta (1950).
Dal 1950 fu l'organizzatore dei congressi mariologici mariani internazionali.
Balić è stato chiamato come perito durante il Concilio vaticano II. Il testo preparato dal Sant'Uffizio che influenzò la stesura del capitolo VIII della Lumen gentium fu compilato da Balić.
Nel 1977 papa Paolo VI gli dedicò la lettera autografa Laetifica prorsus, in segno di stima per i suoi studi teologici e mariani.

## Presidente della Commissione scotista internazionale
Diventando presidente della Commissione scotista internazionale le diede un nuovo impulso tanto da esserne considerato il rifondatore. Egli iniziò una nuova via per l'edizione critica delle opera del beato Giovanni Duns Scoto.

## Fondatore della Pontificia accademia mariana internationalis
Incaricato dall'Ordine francescano di presiedere la Commissio Marialis Franciscana, nel 1947 fondò quella che nel 1959 divenne la Pontificia accademia mariana internazionale.

## I congressi mariologici mariani internazionali
Nel 1950 la Santa Sede affidò all'Accademia mariana la celebrazione dei "congressi mariani internazionali". Balić propose che il "Congresso Mariano" fosse preceduto di quello "mariologico" con un carattere prettamente scientifico. La Chiesa approvò la sua proposta e iniziò la serie dei Congressi Mariologici e Mariani: i primi per seguire la via veritatis i secondi la via pulcritudinis.
I Congressi organizzati da Balić sono:

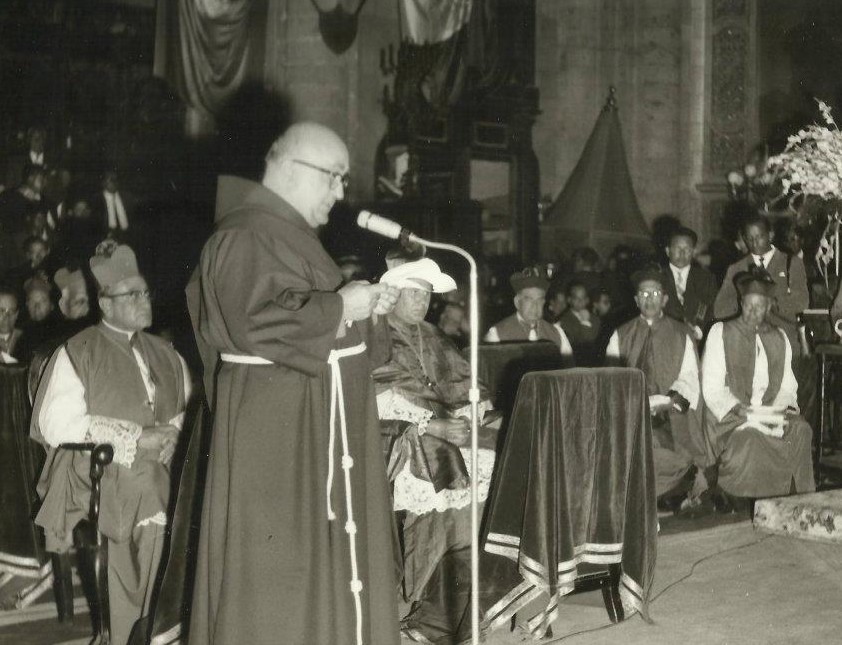
Congresso di Santo Domingo - 1965

- 1950 Roma: 1º Congresso mariologico e 8º Congresso mariano internazionale
- 1954 Roma: 2º Congresso mariologico e 9º Congresso mariano internazionale
- 1958 Lourdes: 3º Congresso mariologico e 10º Congresso mariano internazionale
- 1965 Santo Domingo: 4º Congresso mariologico e 11º Congresso mariano internazionale
- 1967 Lisbona-Fatima: 5º Congresso mariologico e 12º Congresso mariano internazionale
- 1971 Zagabria: 6º Congresso mariologico e 13º Congresso mariano internazionale
- 1975 Roma: 7º Congresso mariologico e 14º Congresso mariano internazionale

## I Congressi Scotistici
Balić ha organizzato i congressi di Roma (1950), Oxford-Edimburgo (1966), Vienna (1970) e Padova (1976).

## Alcune pubblicazioni di Balić
- Theologiae marianae Ioannis Duns Scoti ad fidem codicum editio, Louvaine 1926.
- Theologiae marianae scholae franciscanae saeculorum XIII et XIV fontes critice stabiliuntur et doctrina exponitur, Louvaine 1927.
- Kroz Marijin perivoj (“Hortus marianus”), Šibenik 1931.
- Joannis de Polliaco et Joannis de Napoli quaestione s disputatae de immaculata Conceptione B. Mariae Virginis, Instituti theologici Makarensis, Sibenici, 1931.
- Ioannis Duns Scoti, Doctoris Subtilis et Mariani, Theologiae Marianae Elementa, Sibenici 1933
- Tractatus de immortalitate B.V. Mariae, Ed. Pontificia Academia Mariana Internationalis, Roma 1948.
- Testimonia de assumptione B.V. Mariae ex omnibus saeculis. Pars prior: ex aetate ante Concilium Tridentinum, Ed. Pontificia Academia Mariana Internationalis, Roma 1948.
- Testimonia de assumptione B.V. Mariae ex omnibus saeculis. Pars altera: ex aetate post Concilium Tridentinum, Ed. Pontificia Academia Mariana Internationalis, Roma 1950